# Barathronus diaphanus
Barathronus diaphanus är en fiskart som beskrevs av Brauer, 1906. Barathronus diaphanus ingår i släktet Barathronus och familjen Aphyonidae. Inga underarter finns listade.